# Summer Moved On
«Summer Moved On» es el primer sencillo del álbum Minor Earth Major Sky, sexto álbum de a-ha, que marca el regreso de la banda después de 6 años separados. La canción fue escrita en 1998 para un "breve" regreso de a-ha a los escenarios en los premios nobel de la paz de 1998 y significó el regreso de la banda. Es la cuarta Canción del Álbum.
- Datos: Q1376537